# Campionati europei di ciclismo su pista 2020 - Corsa a punti maschile
La gara a punti maschile ai Campionati europei di ciclismo su pista 2020 si è svolta il 14 novembre 2020 presso il velodromo Kolodruma di Plovdiv, in Bulgaria.

## Podio
| Pos.    | Atleta         | Nazionalità |
| ------- | -------------- | ----------- |
| Oro     | Sebastián Mora | Spagna      |
| Argento | Matteo Donegà  | Italia      |
| Bronzo  | Daniel Crista  | Romania     |

## Risultati
160 giri (40 km) con sprint intermedi ogni 10 giri
| Posizione          | Atleta                | Nazione       | Punti giri | Punti sprint | Totale |
| ------------------ | --------------------- | ------------- | ---------- | ------------ | ------ |
| 1                  | Sebastián Mora        | Spagna        | 20         | 31           | 51     |
| 2                  | Matteo Donegà         | Italia        | 20         | 22           | 42     |
| 3                  | Daniel Crista         | Romania       | 20         | 20           | 40     |
| 4                  | Raman Ramanau         | Bielorussia   | 20         | 17           | 37     |
| 5                  | Ethan Vernon          | Gran Bretagna | 0          | 18           | 18     |
| 6                  | Wojciech Pszczolarski | Polonia       | 0          | 18           | 18     |
| 7                  | Andreas Graf          | Austria       | 0          | 17           | 17     |
| 8                  | Nikita Bersenev       | Russia        | 0          | 15           | 15     |
| 9                  | Simon Vitzthum        | Svizzera      | 0          | 12           | 12     |
| 10                 | Krisztián Lovassy     | Ungheria      | 0          | 9            | 9      |
| 11                 | Nicolas Pietrula      | Rep. Ceca     | –20        | 0            | –20    |
| 12                 | Mantas Bitinas        | Lituania      | –60        | 2            | –58    |
|                    | Rui Oliveira          | Portogallo    | 0          | 1            | DNF    |
| Tilen Finkšt       | Slovenia              | –20           | 0          |              | DNF    |
| Volodymyr Dzhus    | Ucraina               | –40           | 5          |              | DNF    |
| Lukáš Kubiš        | Slovacchia            | –40           | 0          |              | DNF    |
| Zafeiris Volikakis | Grecia                | –40           | 0          |              | DNF    |
| Martin Popov       | Bulgaria              | –60           | 0          |              | DNF    |
| Vitālijs Korņilovs | Lettonia              | –80           | 0          |              | DNF    |

DNF = Prova non completata